# 烏拉圭河

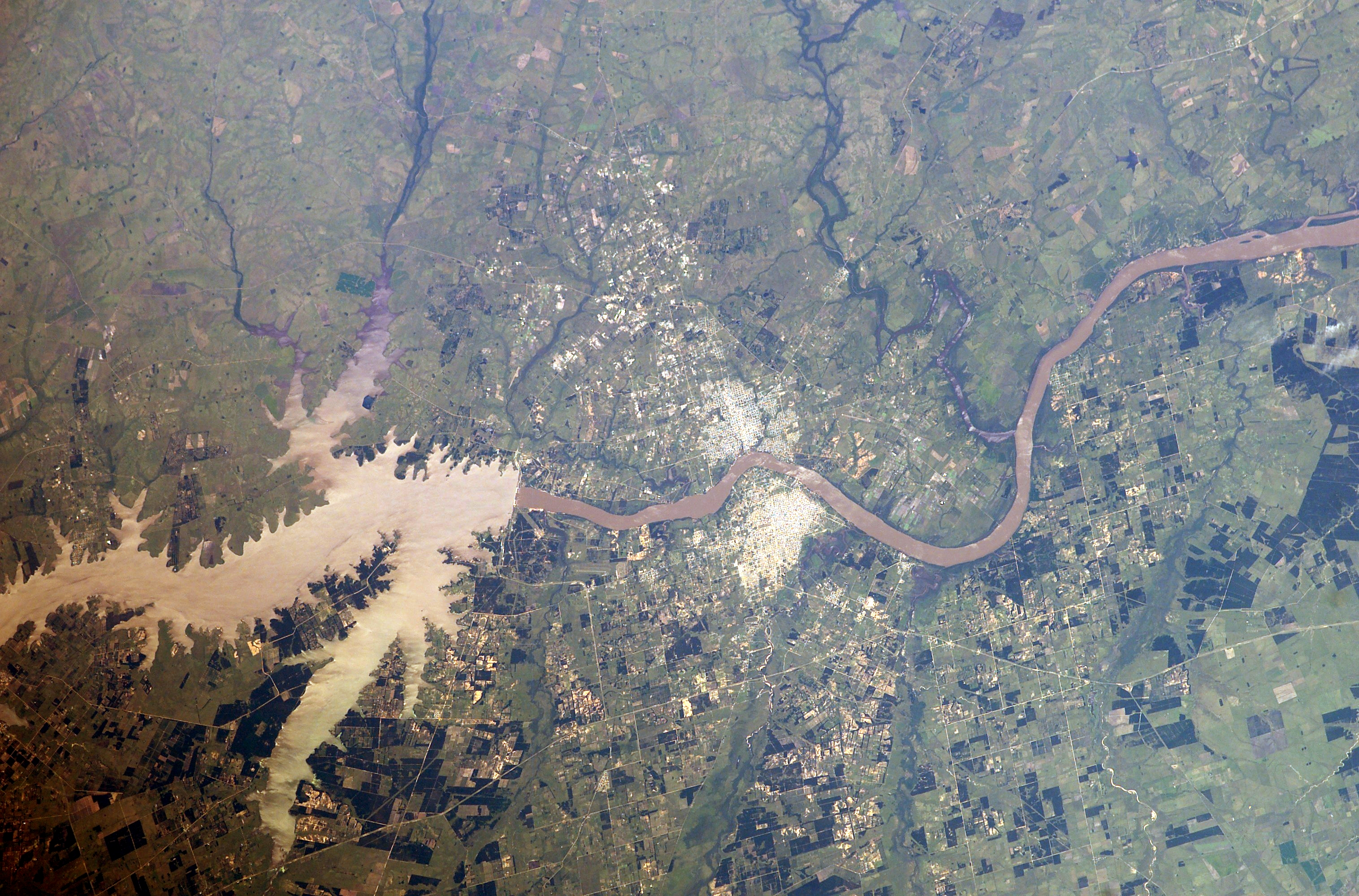
俯瞰烏拉圭河

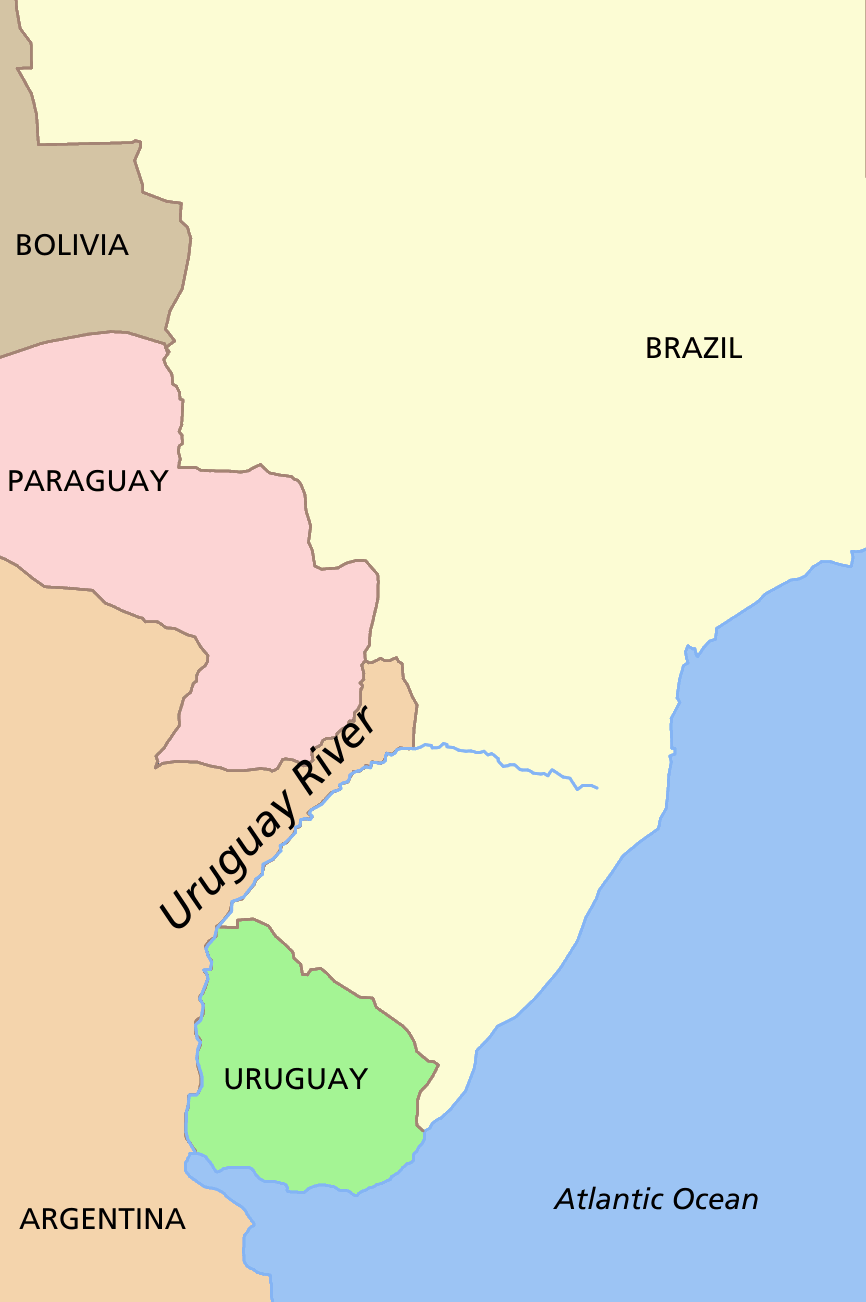
烏拉圭河位置

烏拉圭河（西班牙語：Río Uruguay，发音为/uɾuˈɣwaj/；葡萄牙語：Rio Uruguai，[uɾuˈgwaj]）是南美洲的一條河流。為拉普拉塔河的支流。自北向南流經巴西、阿根廷和烏拉圭三國。總長約1500公里。烏拉圭河也是巴西與阿根廷及阿根廷與烏拉圭的界河。就長度就算，烏拉圭河是世界第76大河流。

## 扩展阅读
- 乌拉圭河亚佩尤至圣·格列哥里农场段地图 （页面存档备份，存于）